# Pseudopanthera maculata
Pseudopanthera maculata är en fjärilsart som beskrevs av Fabricius 1775. Pseudopanthera maculata ingår i släktet Pseudopanthera och familjen mätare. Inga underarter finns listade.